# Hermann Zumpe
Hermann Zumpe, né le 9 avril 1850 à Oppach, Saxe, et mort le 4 septembre 1903 à Munich, est un chef d'orchestre et compositeur allemand.

## Biographie
Zumpe fait ses études au Séminaire pour enseignants à Bautzen. Après avoir travaillé comme instituteur à Weigsdorf en 1870-1871, il se rend ensuite à Leipzig et joue du triangle au Stadttheater. Il compte parmi ceux qui ont aidé à Wagner dans la préparation de L'Anneau du Nibelung à Bayreuth dans les années 1873-1880. Après cela, il dirige dans les théâtres de Salzbourg, Wurtzbourg, Magdebourg, Francfort et Hambourg (en 1884-1886).
En 1891, il s'installe à Stuttgart comme Kapellmeister de la Cour, reprenant le poste de chef d'orchestre de la Société de Musique Classique Sacrée, succédant à Immanuel Faisst (en) (1823-1894), alors malade. En 1895, Zumpe devient chef d'orchestre des Concerts Kaim à Munich (qui deviendra l'Orchestre philharmonique de Munich), puis il est nommé Kapellmeister de la Cour à Schwerin en 1897.
Il séjourne à Londres pour diriger les représentations d'opéras de Wagner à Covent Garden en 1898. Deux ans plus tard, en 1900, il reçoit la charge la plus importante de sa carrière, celle de Kapellmeister de la Cour à Munich, pour diriger ce qui allait devenir le Bayerische Staatsoper. Là, il est particulièrement actif dans la direction des célèbres représentations de Wagner au Théâtre du Prince-Régent : le 21 août 1901, soir de l'ouverture de ce théâtre, il y dirige Les Maîtres chanteurs de Nuremberg (Die Meistersinger von Nürnberg) de Wagner. Hermann Zumpe est lié à ce théâtre jusqu'à 1903, année où, le 4 septembre, il meurt subitement.

## Œuvre
Parmi ses compositions, on trouve:

### Opéras
- Anhana, opéra féérique (Berlin, 1880)
- Die verwunschene Prinzessin

### Opérettes
- Farinelli (Hambourg, 1886)
- Karin (Hambourg, 1888)
- Polnische Wirtschaft (Hambourg, 1889)

À sa mort, la partition d'un autre opéra, Sawitri, étant incomplète, elle est achevéée par Gustav von Roessler. L'œuvre est produite à Schwerin le 8 septembre 1907.

### Autres compositions
- Symphonie (1868)
- 2 Quatuors à cordes (1871, 1891)
- Des lieders